# 道の駅もりた
道の駅もりた（みちのえき もりた）は、青森県つがる市にある国道101号の道の駅。愛称はアーストップ。

## 施設
- 駐車場
  - 普通車：53台
  - 大型車：5台
  - 身障者用駐車場：2台
- トイレ
  - 男：大 5器（2器）、小 12器（6器）
  - 女：12器（6器）
  - 身障者用：3器（2器）

※（）は、24時間利用可能
- 公衆電話：2台
- 物産館（9:00 - 19:00、冬期 9:00 - 16:00）
- レストラン（10:00 - 19:00、冬期 10:00 - 18:00、ラストオーダー30分前）
- 伝統文化等保存伝習施設（10:00 - 17:00）
- 地酒処弥三郎（10:00 - 17:00）
- 農産物加工品直売コーナー（9:00 - 18:00、冬期 9:00 - 17:00）

## 休館日
- 1月1日

## アクセス
- 国道101号 - 登録路線
- 青森県道39号長平町森田線
  - 青森県道267号山田鰺ケ沢線

## 周辺
- おらほの湯
- つがる地球村
- つがる市森田歴史民俗資料館